# Kolbingen
Kolbingen ist eine Gemeinde im Landkreis Tuttlingen in Baden-Württemberg, Deutschland.

## Geographie

### Geographische Lage
Kolbingen liegt auf dem Heuberg, einer Hochfläche der Schwäbischen Alb zum Donautal hin, im Herzen des Naturparks Obere Donau.

### Nachbargemeinden
Die Gemeinde grenzt im Norden an Renquishausen, im Osten an Bärenthal, im Süden an die Städte Fridingen an der Donau und Mühlheim an der Donau sowie im Westen an Mahlstetten und im äußersten Nordwesten an Böttingen.

### Gemeindegliederung
Zur Gemeinde Kolbingen gehören das Dorf Kolbingen und das Gehöft Ziegelhütte. Im Gemeindegebiet liegen die Wüstung Hamburg, die abgegangenen Burgen Walterstein, Burghalde Kolbingen und Burgstall.

### Schutzgebiete
In Kolbingen liegt das Naturschutzgebiet Hintelestal sowie das Landschaftsschutzgebiet Feldmarkung östlich von Kolbingen. Auch am Landschaftsschutzgebiet Donautal mit Bära- und Lippachtal hat Kolbingen einen sehr kleinen Anteil.
Kolbingen hat zudem Anteil am FFH-Gebiet Großer Heuberg und Donautal sowie am Vogelschutzgebiet Südwestalb und Oberes Donautal. Darüber hinaus gehört Kolbingen zum Naturpark Obere Donau.

## Geschichte

### Vom Mittelalter zur Mediatisierung
Kolbingen wurde 1253 erstmals erwähnt. Der Name des Dorfes deutet darauf hin, dass ein alemannischer Herr namens Colbo sich mit seinen Leuten hier niederließ und eine Siedlung gründete. Kolbingen bedeutet so viel wie ‚bei den Leuten, die in der von Colbo gegründeten Siedlung wohnen‘. Kolbingen gehörte in fränkischer Zeit zum Scherra-Gau. Die Rechtsnachfolger der Scherra-Grafen waren die Grafen von Hohenberg, die ersten namentlich bekannten Besitzer des Dorfes. 1372 trug Graf Rudolf III. von Hohenberg unter anderem sein eigenes Dorf Kolbingen der Krone Böhmens zum Lehen an. Wegen finanziellen Schwierigkeiten versetzte er wenig später den Ort an die Herren von Ebingen und 1381 verkaufte er die ganze Grafschaft Hohenberg an Leopold von Österreich. Da auch die Österreicher in Geldnot steckten, übergab Leopold vor 1386 Kolbingen und Renquishausen mit der Feste Werenwag dem Hainrich von Heringen. Dieser bildete aus den Dörfern Schwenningen, Heinstetten, Hartheim, Ehestetten, Unterdigisheim, Kolbingen und Renquishausen die Herrschaft Werenwag. Kolbingen teilte von nun an die Geschicke dieser österreichischen Herrschaft, welche von 1392 bis 1467 an die Herren von Hörningen/Hörnlingen und von 1467 bis 1629 an die Herren von Laubenberg verpfändet war, die im Auftrag ihres österreichischen Lehensherrn die Herrschaftsrechte wahrnahmen. Von 1629 bis 1702 übten die Fürsten von Fürstenberg und von 1702 bis 1805 die Freiherren von Ulm die Herrschaft am Ort aus. Freiherr Carl von Ulm erließ 1764 eine Bettelordnung, die auch für Kolbingen wirksam war.
Um die begrenzten Finanzmittel von 30 Gulden im Monat zielgerichtet einsetzen zu können, wurde eine Musterung durchgeführt. Dem Forstinspektor Johann Adam Landenberger oblag von Dorf zu Dorf die Musterung aller bedürftigen Leute und die Erstellung des Registers. Dabei legte Carl von Ulm großen Wert auf die Aufmunterung der Arbeitsamkeit mittels der „ersprießlich eingeführten Baumwollspinney“. Er bewarb die Spinnerei erfolgreich über die Auslobung von Preisen.

### Seit der Zugehörigkeit zu Württemberg
1805 kam Kolbingen an das Kurfürstentum Württemberg, aus dem 1806 das Königreich Württemberg hervorging. Kolbingen wurde dem Oberamt Tuttlingen zugeordnet. Bei der Kreisreform während der NS-Zeit in Württemberg gelangte Kolbingen 1938 zum Landkreis Tuttlingen. Im Jahre 1945 wurde die Gemeinde ein Teil der Französischen Besatzungszone und kam somit zum Nachkriegsland Württemberg-Hohenzollern, welches 1952 im Bundesland Baden-Württemberg aufging.

### Einwohnerentwicklung
Einwohnerzahlen nach dem jeweiligen Gebietsstand. Die Zahlen sind Volkszählungsergebnisse (¹) oder amtliche Fortschreibungen der jeweiligen Statistischen Ämter (nur Hauptwohnsitze).
| Jahr               | Einwohnerzahlen |
| ------------------ | --------------- |
| 1679               | 264             |
| 1749               | 465             |
| 1782               | 438             |
| 1802               | 467             |
| 1832               | 553             |
| 1. Dezember 1871   | 658             |
| 1. Dezember 1880 ¹ | 695             |
| 1. Dezember 1900 ¹ | 622             |
| 1. Dezember 1910 ¹ | 644             |
| 16. Juni 1925 ¹    | 680             |
| 16. Juni 1933 ¹    | 683             |
| 17. Mai 1939 ¹     | 717             |

| Jahr                 | Einwohnerzahlen |
| -------------------- | --------------- |
| 13. September 1950 ¹ | 804             |
| 6. Juni 1961 ¹       | 934             |
| 27. Mai 1970 ¹       | 1102            |
| 31. Dezember 1975    | 1136            |
| 31. Dezember 1980    | 1102            |
| 25. Mai 1987 ¹       | 1098            |
| 31. Dezember 1990    | 1113            |
| 31. Dezember 1995    | 1183            |
| 31. Dezember 2000    | 1265            |
| 31. Dezember 2005    | 1327            |
| 31. Dezember 2010    | 1297            |
| 31. Dezember 2015    | 1232            |

¹ Volkszählungsergebnis

## Religion

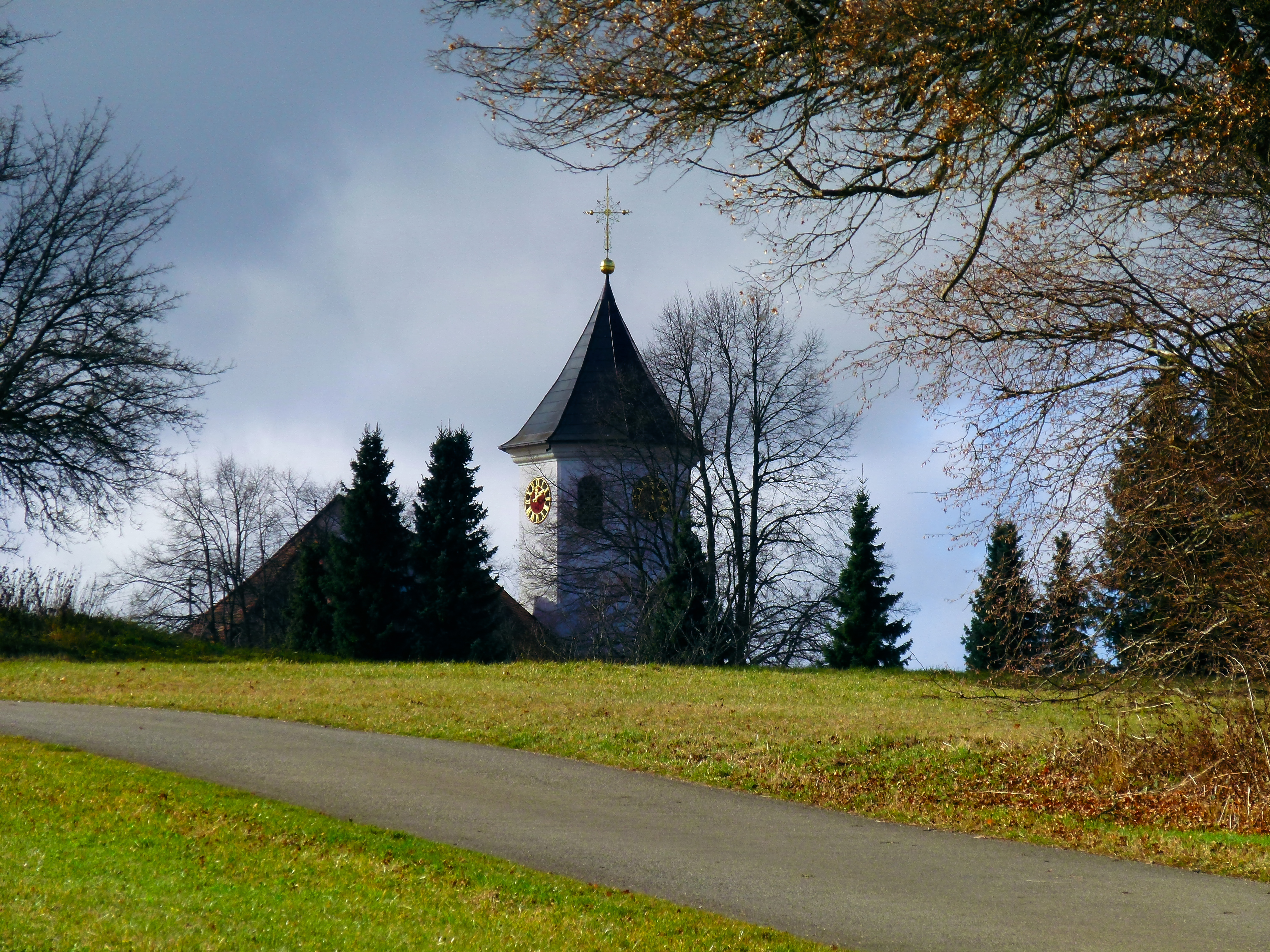
Kirchturm

Die Einwohner von Kolbingen waren 2011 zu 81 % katholisch und zu 11 % evangelisch-lutherisch. Die katholische Gemeinde „Erlöser Jesus Christus“ gehört zur Seelsorgeeinheit Donau-Heuberg im Dekanat Tuttlingen-Spaichingen des Bistums Rottenburg-Stuttgart. Die heutige Pfarrkirche wurde 1974 fertiggestellt; die barocke St.-Xystus-Kirche wird noch bei Begräbnissen benutzt.
Die Lutheraner gehören zur Christuskirchengemeinde Mühlheim an der Donau im Kirchenbezirk Rottweil der Evangelischen Landeskirche in Württemberg. In Kolbingen existiert ein Gottesdienstraum der Mühlheimer Gemeinde.

## Politik

### Verwaltungsverband
Die Gemeinde ist Mitglied des Gemeindeverwaltungsverbandes Donau-Heuberg mit Sitz in Fridingen an der Donau.

### Gemeinderat

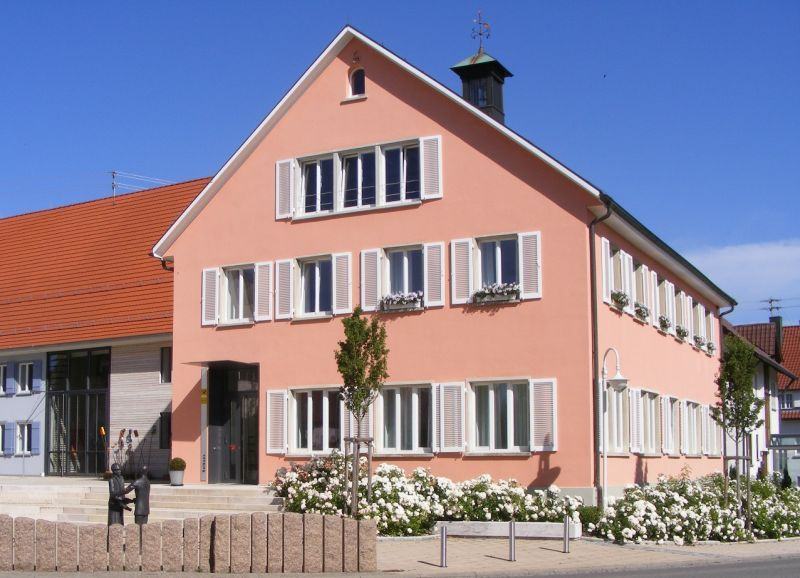
Das Rathaus in der Ortsmitte

Der Gemeinderat in Kolbingen hat 10 Mitglieder. Bei der Kommunalwahl am 9. Juni 2024 wurde der Gemeinderat durch Mehrheitswahl gewählt. Mehrheitswahl findet statt, wenn kein oder nur ein Wahlvorschlag eingereicht wurde. Die Bewerber mit den höchsten Stimmenzahlen sind dann gewählt. Der Gemeinderat besteht aus den ehrenamtlichen Gemeinderäten und dem Bürgermeister als Vorsitzendem. Der Bürgermeister ist im Gemeinderat stimmberechtigt. Die Wahlbeteiligung betrug 74,4 % (2019: 70,0 %).

### Bürgermeister
Vögte, Schultheißen und Bürgermeister von Kolbingen:
| - 1642–1647 Hanß Mattes - 1647–1675 Matheuß Mathas - 1675–1680 Georg Stengele - 1682–? Johannes Stengele - 1695–1696 Hans Georg Mathes - 1696–1698 Hanß Georg Stengele - 1698 Hans Georg Mathes - 1698–1707 Georg Schad - 1707–1727 Mathias Schreiber - 1727–1728 Jakob Stengele - 1728–1743 Michael Hipp - 1743–1780 Joseph Stengele | - 1780–1797 Joseph Schreiber - 1797–1799 Johannes Stengele - 1800–1811 Johannes Wachter - 1811–1812 Johannes Wachter - 1812–1822 Balthas Pflüger - 1822–1833 Meinrad Gaugel - 1833–1843 Andreas Schad - 1843–1848 Xaver Straub - 1848–1850 Johannes Stengele - 1850–1857 Leopold Hipp - 1857–1870 Johann Baptist Schreiber - 1870–1895 Alois Deufel | - 1895–1916 Engelbert Hipp - 1916–1930 Roman Schad - 1931–1940 Eugen Bucher - 1941–1945 Leo Schreiber - 1945–1946 Engelbert Hipp - 1946 Matthias Hipp - 1946–1965 Alois Deufel - 1966–1986 Hubert Kopp (1940–2021, zugleich Bürgermeister von Renquishausen 1977–1982) - 1986–2021 Konstantin Braun (* 1955, zugleich Bürgermeister von Königsheim seit 2003) - seit 2021 Christian Abert (* 1988, CDU) |

Nach dem Rücktritt des bisherigen Bürgermeisters Konstantin Braun Ende Januar 2021 fand am 21. März 2021 eine Bürgermeisterwahl statt, bei der sich Christian Abert mit 81,1 % der Stimmen gegen zwei weitere Kandidaten durchsetzen konnte.

### Wappen
| | Blasonierung: „In Rot eine silberne (weiße) Zickzackleiste, darunter ein, darüber zwei schräggestellte silberne (weiße) Lindenblätter.“ |
| Wappenbegründung: Das am 2. Februar 1968 vom Innenministerium verliehene Wappen ist abgeleitet von zwei Wappen früherer Herrschaften. Die Zickzackleiste entstammt dem Wappen der Freiherren von Ulm und sie besaßen die Ortsherrschaft als Pfand und später als Lehen der vorderösterreichischen Grafschaft Hohenberg von 1702 bis 1805 und waren Grundherren bis 1858. Die drei Lindenblätter aus dem Wappen der Herren von Laubenberg erinnern daran, dass diese Familie mit der Herrschaft Werenwag die Ortsherrschaft vom 15. Jahrhundert bis 1629 innehatte. Die Wappenfarben weisen auf die österreichische Landeshoheit über Kolbingen bis 1805 hin. | |

### Banner und Flagge
|  | 00Banner: „Das Banner ist weiß-rot längsgestreift mit dem aufgelegten Wappen oberhalb der Mitte.“ |
|  | 00Hissflagge: „Die Flagge ist weiß-rot quergestreift mit dem Wappen in der Mitte.“                |

### Partnerschaften
Kolbingen pflegt seit 1975 intensive partnerschaftliche Beziehungen zu der französischen Gemeinde L’Huisserie im Département Mayenne, etwa fünf Kilometer entfernt von der Stadt Laval.

## Kultur und Sehenswürdigkeiten
Die Kommune ist dem Tourismusverband „Donaubergland“ angeschlossen.

### Bauwerke
- historische Kirche St. Xystus
- Gansnestturm, 18 m hoher Aussichtsturm des Schwäbischen Albvereins auf der 795 m hohen Bergzunge Gansnest im Südosten des Ortes an der Gemarkungsgrenze zu Fridingen (⊙).[12]

### Naturdenkmäler

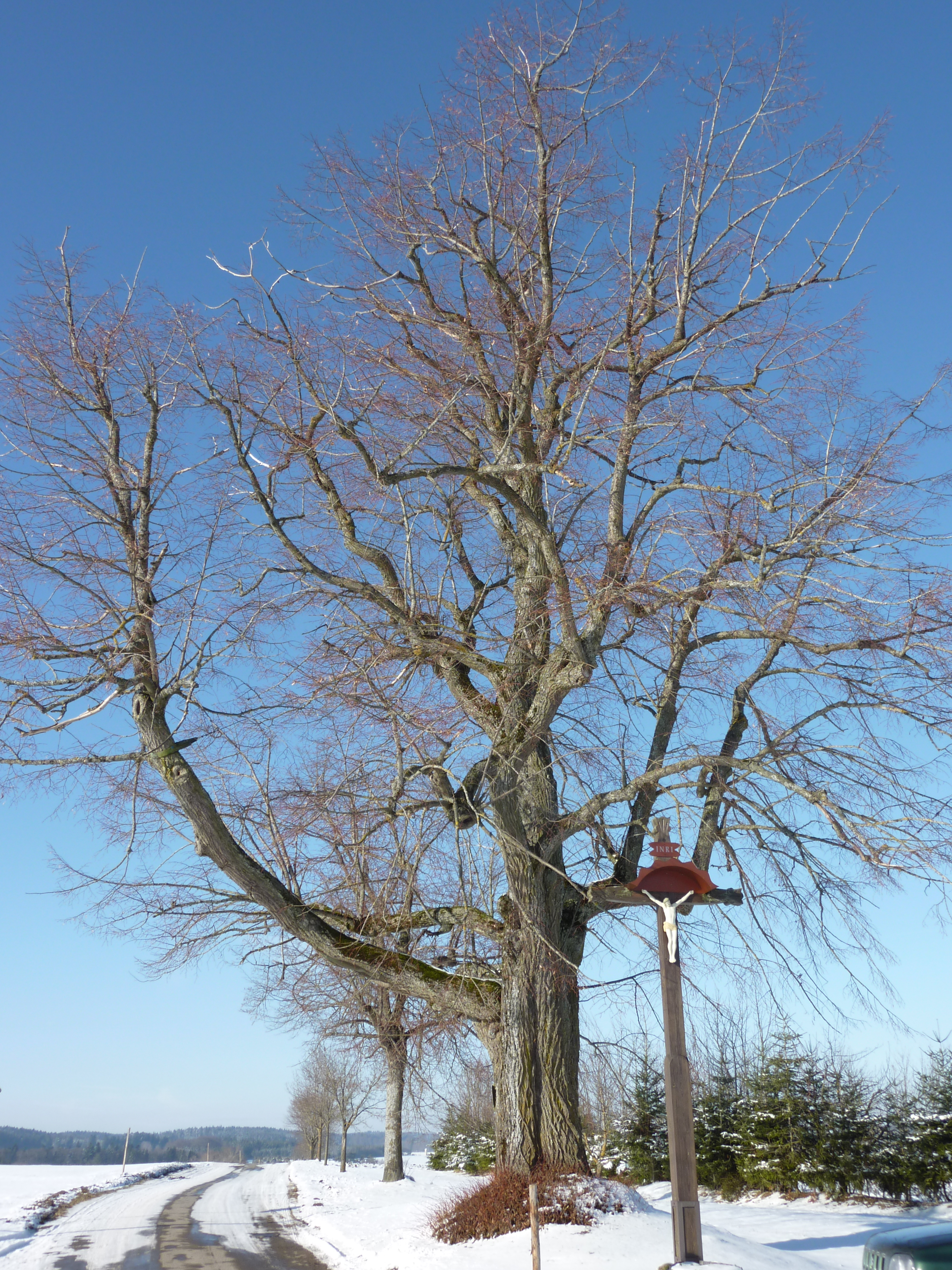
Käppelelinde am Ortsausgang von Kolbingen Richtung Renquishausen

Etwa drei Kilometer südöstlich von Kolbingen liegt die Kolbinger Höhle, auch Stefanshöhle genannt. Die (teilweise) begehbare Karsthöhle enthält einige eindrucksvolle Tropfsteinformationen. Die Ortsgruppe des Schwäbischen Albvereins betreut die Höhle und die darin heimischen Fledermäuse. Eine Begehung der Höhle ist an den Wochenenden von Karfreitag bis Ende Oktober mit ortskundiger Führung möglich.
Weitere eingetragene Naturdenkmale sind die Käppelelinde beim Lindenhof und die Linde im Gewann "Böses Ried".

### Vereine
- Die 1910 gegründete Ortsgruppe Kolbingen des Schwäbischen Albvereins wurde 2011 mit der Eichendorff-Plakette ausgezeichnet.

## Wirtschaft und Infrastruktur

### Ansässige Unternehmen

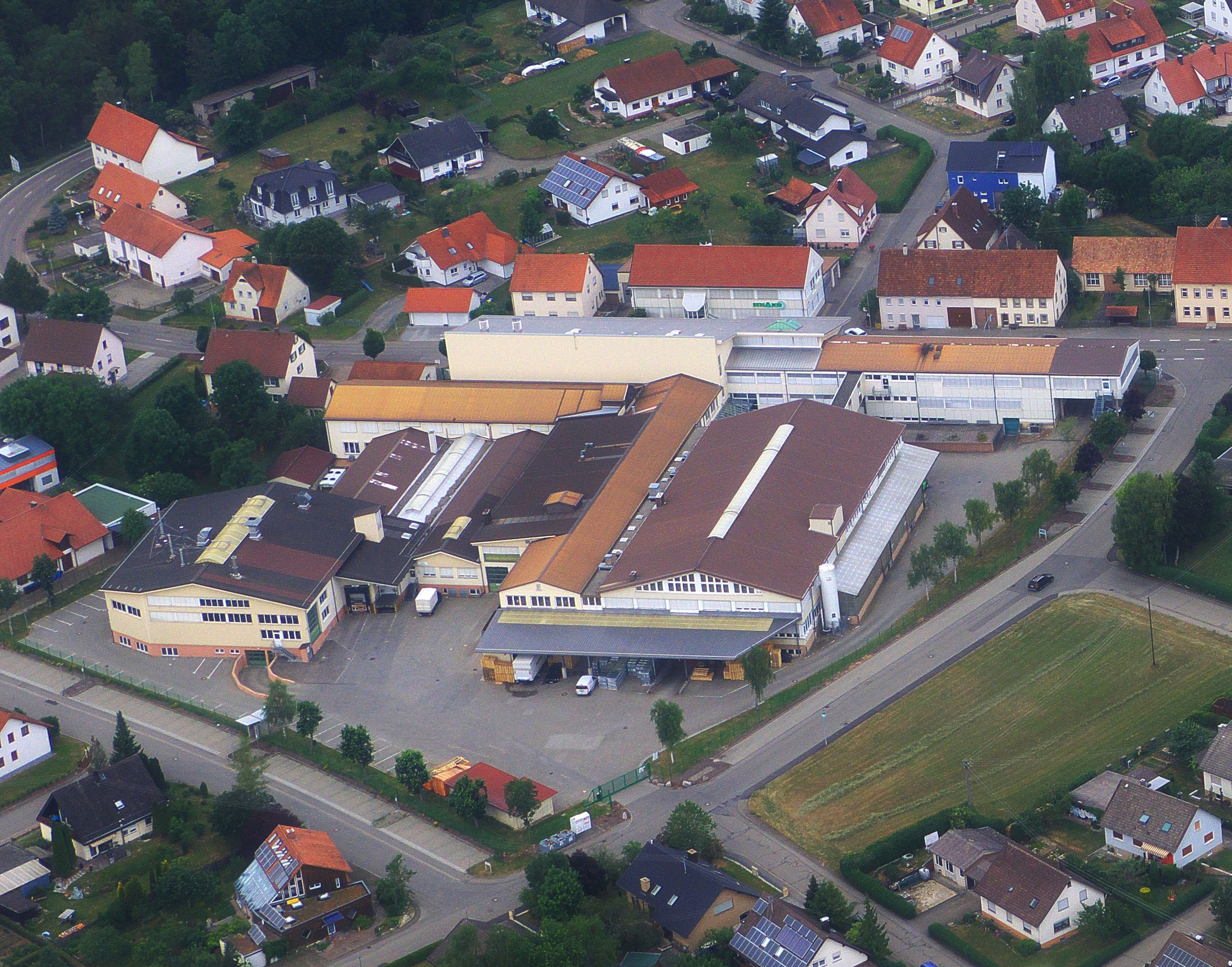
Firma Schako in Kolbingen

In Kolbingen befindet sich der Unternehmenssitz von Schako, einem Hersteller von Komponenten und Systeme für die Lüftungs- und Klimatechnik. Die Firmenbezeichnung ist ein Akronym, das sich aus den beiden Worten Schad und Kolbingen zusammensetzt. Die Produktion erfolgt in Kolbingen auf 15.000 m². Weitere Standorte sind Heudorf bei Meßkirch, San Mateo (Spanien) und Budapest (Ungarn).

### Landwirtschaft
Neben Ackerbau und Viehzucht wird in Kolbingen auch Obst angebaut. Ein Baumwart lieferte aus einer Gemeindebaumschule raue, späte Kernobstsorten. Neben den gewöhnlichen Mostsorten, Reinetten, Lederäpfeln, Heubirnen, Kirschen und Zwetschgen sind auch Kolbinger Birnen unter den alten Streuobstbäumen zu finden. Dabei handelt es sich um einen bewährten Zufallssämling aus Kolbingen, welcher als genetischer Klon vermehrt wird. Die hochstämmigen Obstbäume wurden am Straßenrand und auf privatem Grund gepflanzt. Auf den höher gelegenen Orten, spätblühende raue Sorten. Im Grundbuch war die Nutzung der Seitenstreifen in Württemberg über Dienstbarkeiten geregelt. Neben König Wilhelm verschenkten auch die Brüdergemeinden Obstbäume. Heute werden die Kolbinger Goldbirnen als Hochstämme vom Naturschutzzentrum in Beuron über Sammelbestellungen bereitgestellt. Die Streuobstwiesen sind nicht nur wegen ihrer landschaftsprägenden Bedeutung so wertvoll, sondern auch wegen ihres ökologischen Reichtums. So bieten sie Lebensraum für viele bedrohte Tier- und Pflanzenarten und dienen als Naherholungsgebiet.
Vor allem die alten, heutzutage fast unbekannten Sorten wie die Kolbinger Goldbirne erweisen sich als besondere Aromaträger in der Weiterverarbeitung zu Obstspezialitäten.

### Öffentliche Einrichtungen

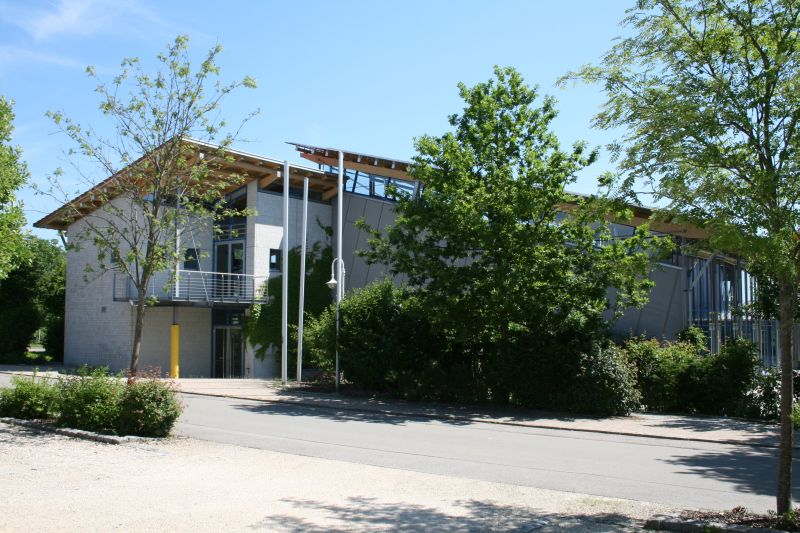
Die Mehrzweckhalle an der Wachtfelsenstraße

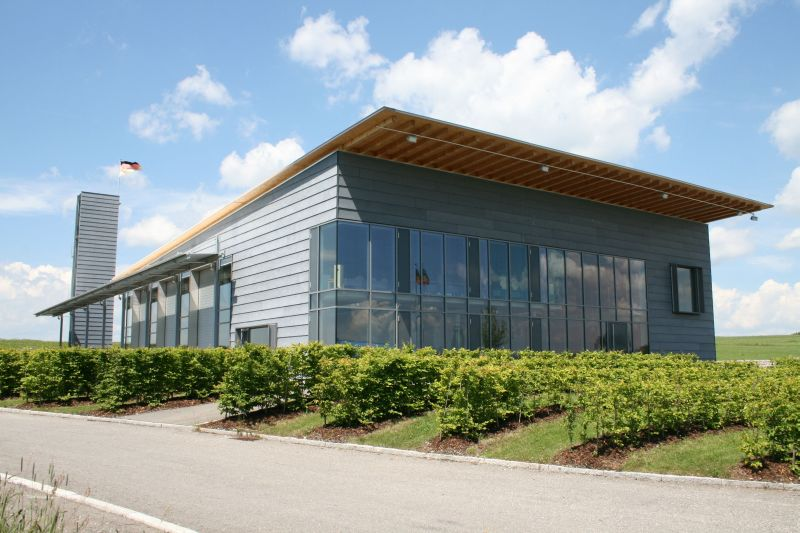
Das Feuerwehrhaus im Gewerbegebiet Thennenbühl

- Freiwillige Feuerwehr Kolbingen
- Mehrzweckhalle
- Dorfgemeinschaftshaus
- Schulsportanlage und Skaterplatz

### Bildung

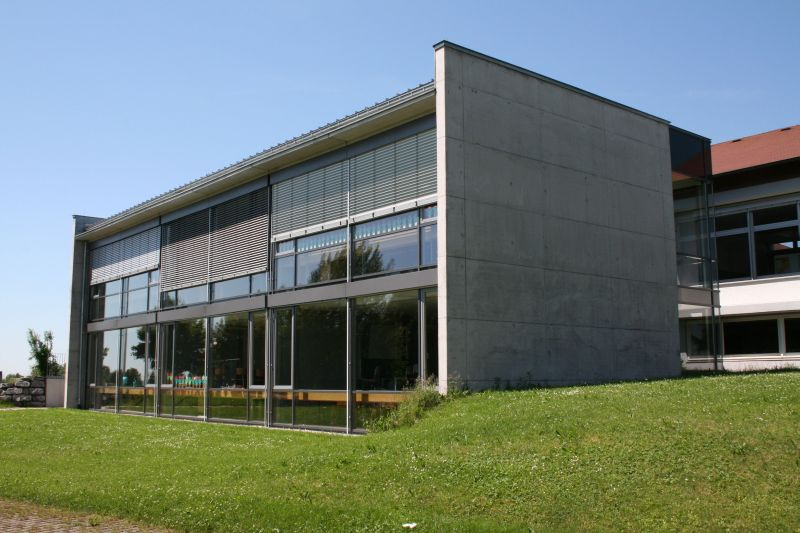
Hauptschulbereich der Wachtfelsschule

- Wachtfelsschule (Nachbarschaftsgrund- und Hauptschule mit Werkrealschule)
- Kindergarten St. Vinzenz
- Arbeitsgemeinschaft Erwachsenenbildung